# Creative Patterns
Creative Patterns était une société française de conception de jeux vidéo basée à Strasbourg.

## Historique
En 2004, Stéphane Becker, Jean-Michel Stenger et Martin Kuppe, tous 3 anciens salariés de Spellbound, fondent Creative Patterns.
C'est en 2007, avec 6 à 11 personnes, que sort le premier jeu de la société : Building&Co, une simulation de construction sur ordinateur
En 2008, elle développe son premier jeu sur Nintendo DS, Zoé : Créatrice de mode qui est édité par 505 Games. Il sera suivi par d'autres jeux tels que Léa Passion Chef 3 étoiles. À ce moment, Creative Patterns emploie jusqu'à 29 personnes.
Après plusieurs jeux sur Nintendo DS, dont le plus grand succès fut Zoé : Créatrice de mode, Creative Patterns sort en 2009 son premier jeu en auto-édition qui est aussi son premier jeu pour iPhone, TURN Épisode 1 : L'Artéfact perdu.
L'entreprise compta jusqu'à 15 salariés et travaille avec des partenaires tels que Ubisoft ou Nobilis.
La société ferme ses portes courant septembre 2011 et fait l'objet d'une procédure collective en 2013.

## Liste des jeux
- Building&Co, Elektrogames, PC (2007)[7]
- Zoé : Créatrice de mode, 505 Games, Nintendo DS (2007)[8]
- Léa Passion Chef 3 étoiles, Ubisoft, Nintendo DS (2009)[9]
- Zoé : Créatrice Haute Couture, 505 Games, Nintendo DS (2009)[10]
- TURN Episode 1 : L'Artéfact perdu, iPhone (2009)[11]